# アイズスゲ
アイズスゲ Carex hondoensis はカヤツリグサ科スゲ属植物の1つ。垂れ下がる細長い小穂に細長い果胞をつける。

## 特長
緩めの株立ちになる多年生の草本。草丈は40-70cmほど。根茎は短く横に這うか、斜め上に伸びる。根出葉は花茎までは伸びず、細長くて幅3-5mm。基部の鞘は淡褐色で、繊維状に細かく裂ける。
花期は5-6月。花序は4-5個の小穂からなり、先端の頂小穂とその下の小穂を含む1-3個が雄小穂で、それ以下に出るものは雌小穂になっている。苞は葉身部がよく発達し、基部には短い鞘がある。雄小穂は線形で長さ1-3cm、蒼白色から淡褐色で柄がある。雄花鱗片は蒼白色で中肋は鮮緑色、先端は突き出て鋭く尖る。雌小穂は円柱形で長さ2-6cm、長い柄があって垂れ下がる。多数の花を着けるが、ややまばらに着く。雌花鱗片は果胞よりやや短く、緑白色で中肋は鮮緑色、先端は突き出して鋭く尖るか、あるいは短い芒になる。果胞は長さ4-5mmで楕円形、脈はなくて無毛、先端は突き出して長い嘴となり、その口は両端が突き出して2歯を作り、間は深くくぼむ。柱頭は10mmほど、3つに分かれており、果実が熟してもそのまま残る。
和名は会津スゲの意で、この地方に多いことによる。

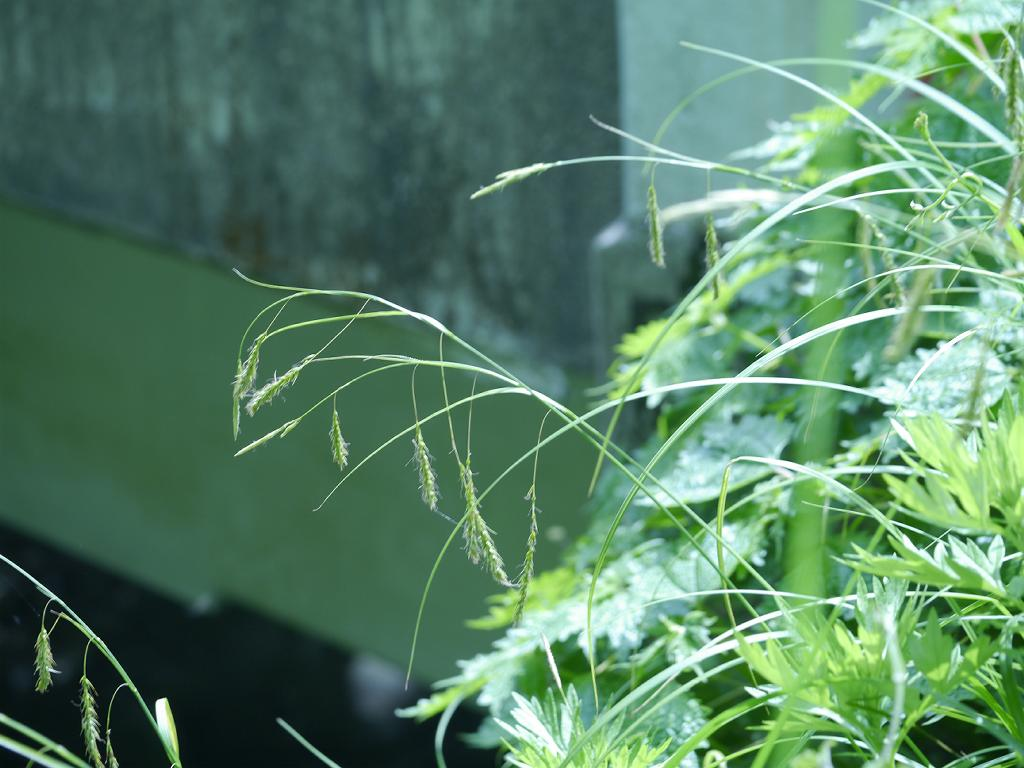
花序の様子
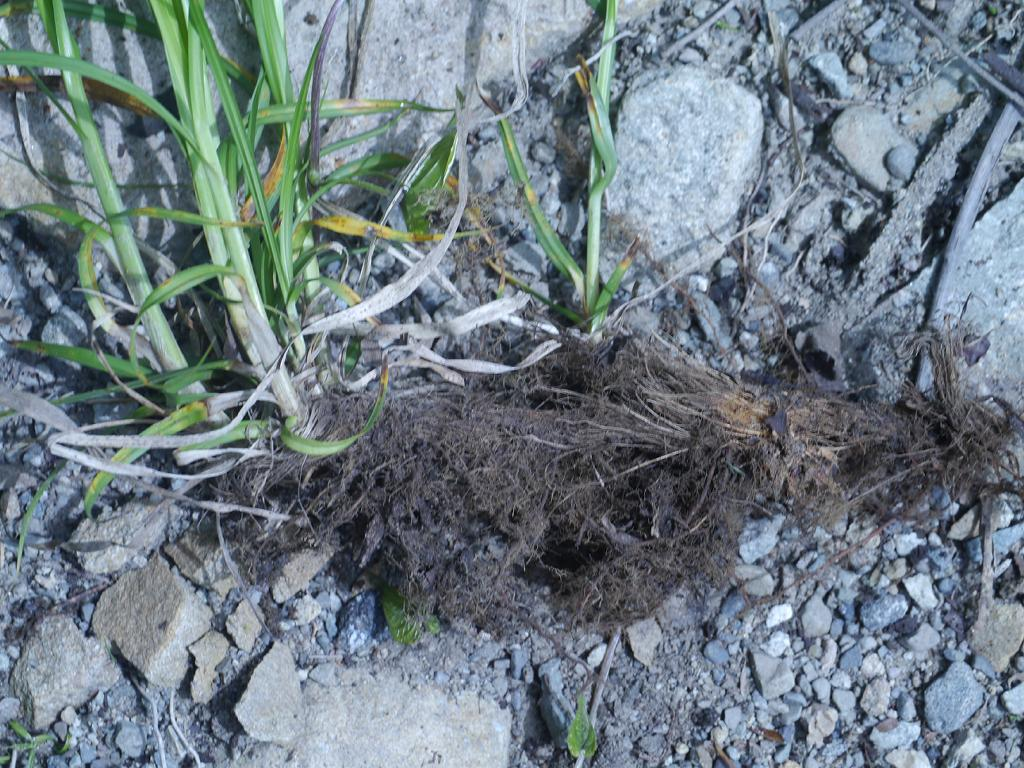
株元・根茎は繊維に覆われる
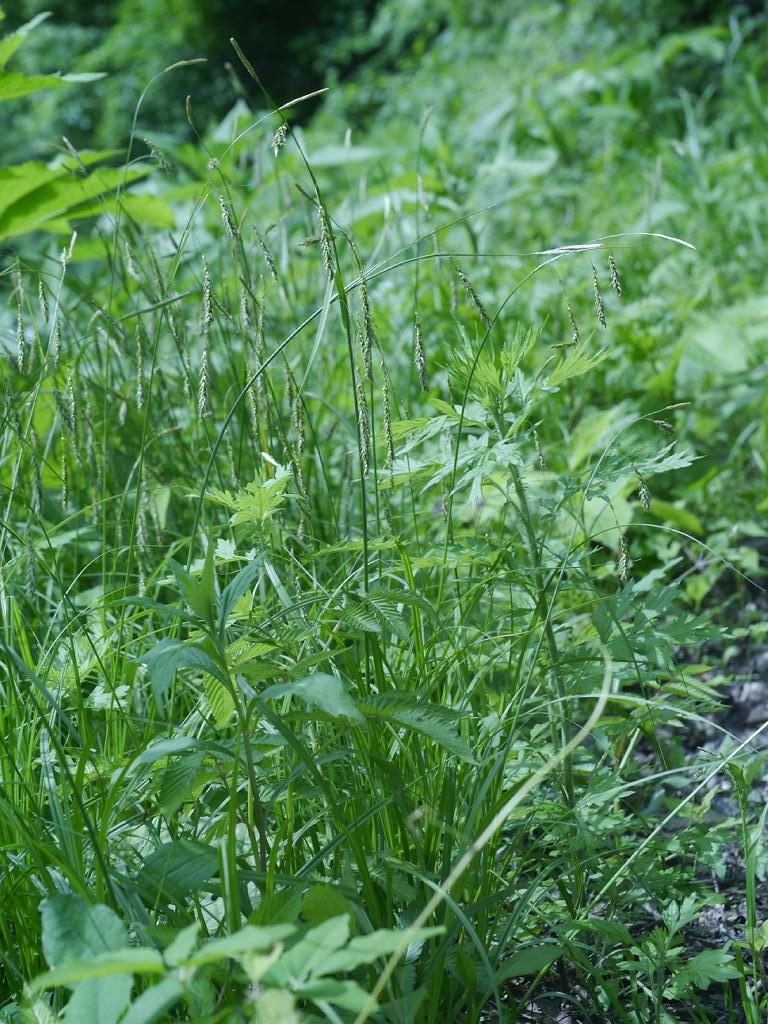
群落の様子

## 分布と生育環境
日本の固有種で本州にのみ分布。福島県、新潟県から福井県にかけて、主に日本海側、および栃木県に分布する。
山地のやや湿り気の強い草地に生える。そのような場所では道路脇に出ることもある。

## 分類
勝山(2015)ではフサスゲ節 Sect. Hymenochlaenae としている。日本には他にフサスゲがある。
オクエゾアイズスゲ C. arnellii はアムール、中国東北部、樺太に生えるもので本種と近縁とされ、本種がその変種として扱われたこともある。